# Haystack Rock

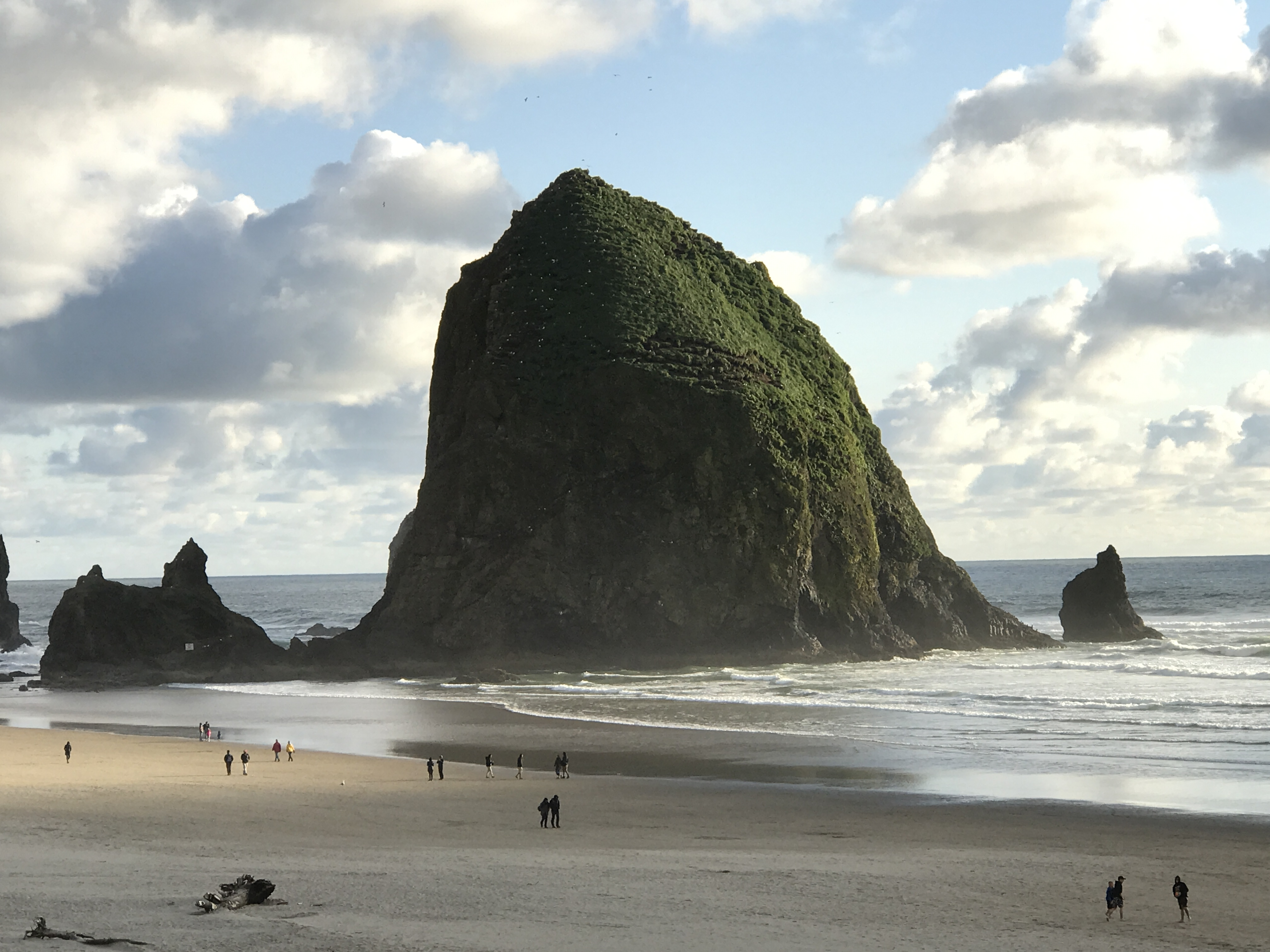
Il versante nordovest dell'Haystack Rock.

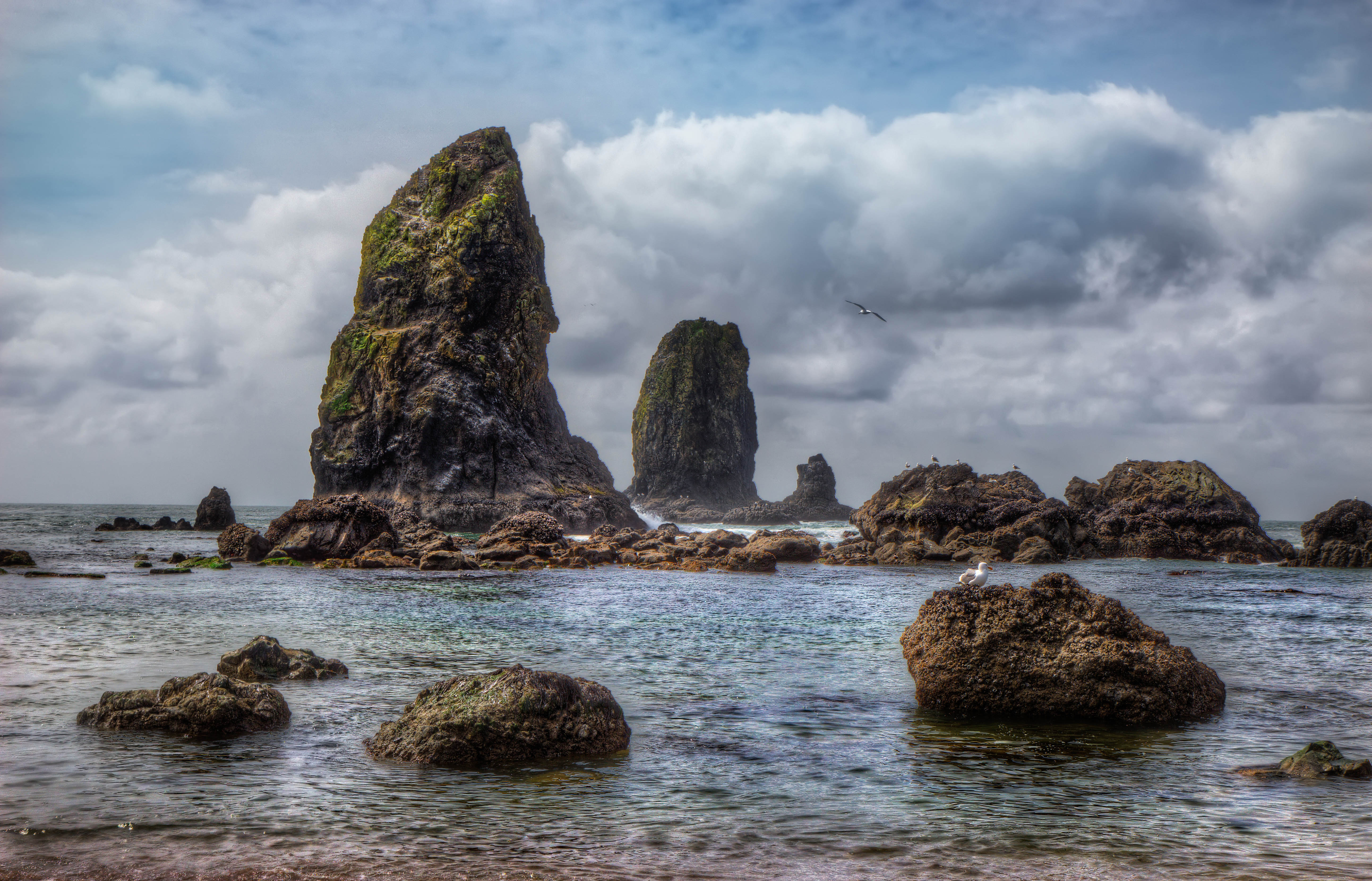
Le formazioni rocciose chiamate "The Needles" di Cannon Beach, adiacenti all'Haystack Rock.

La Haystack Rock (in lingua inglese: Roccia del pagliaio o Roccia del cumulo di fieno) è un faraglione alto 72 m, situato vicino al villaggio di Cannon Beach, nello Stato americano dell'Oregon.
Viene dai locali considerata la terza più alta struttura rocciosa di piano mesolitorale (la zona di litorale soggetta a grandi variazioni del livello della marea), ma non vi sono referenze ufficiali al riguardo.
Il monolito è una popolare attrazione turistica, facilmente raggiungibile a piedi dalla spiaggia nei periodi di bassa marea. Nelle pozze di marea vivono numerose specie animali di ambiente intertidale, come stelle marine, anemoni di mare, granchi, chitoni, patelle e lumache di mare. Sulle rocce nidificano uccelli marini, come le sterne e le pulcinelle di mare.

## Localizzazione e gestione
L'Haystack Rock è situata 1,5 miglia (2,4 km) a sud di Cannon Beach, nella Contea di Clatsop e 80 miglia (130 km) a ovest di Portland, la più grande città dello Stato dell'Oregon. La principale strada di accesso alla località è la U.S. Route 101. Il faraglione è incluso nel parco del "Tolovana Beach State Recreation Site".
L'area al di sotto del livello di alta marea è gestita dall'Oregon Parks and Recreation Department, mentre l'area al di sopra del livello di alta marea ricade sotto la responsabilità dell'Oregon Islands National Wildlife Refuge dell'United States Fish and Wildlife Service.

## Geologia
Il monolito dell'Haystack Rock è composto di basalto formato dalle colate di lava fuoriuscite dalle Blue Mountains e dal Columbia Basin tra 16 e 15 milioni di anni fa. I flussi di lava hanno dato luogo anche a molti degli aspetti naturali della costa dell'Oregon come Tillamook Head, Arch Cape e la Saddle Mountain.
Il faraglione era originariamente connesso alla linea costiera, da cui è stato separato in seguito ai fenomeni di erosione. Le tre piccole formazioni rocciose situate poco a sud dell'Haystack sono denominate "The Needles", cioè "gli aghi".

## Curiosità
L'Haystack Rock compare sullo sfondo nella scena iniziale del film d'avventura del 1985 I Goonies, quando la banda Fratelli a bordo di una Jeep, per riuscire a scappare dalla polizia dopo l'evasione, si confonde tra i partecipanti di una gara di rally sulla spiaggia.
L'Haystack Rock è visibile sullo sfondo anche nel film d'azione del 1990 Un poliziotto alle elementari.